# Окулярець масковий
Окулярець масковий (Heleia goodfellowi) — вид горобцеподібних птахів родини окулярникових (Zosteropidae). Ендемік Філіппін. Вод названий на честь британського колекціонера Волтера Гудфеллоу.

## Опис
Масковий окулярець є невеликим лісовим птахом. Верхня частина тіла у нього оливкова, крила і хвіст темніші, обличчя чорне, нижня частина тіла жовтувата, горло світло-сіре.

## Підвиди
Виділяють три підвиди:
- H. g. gracilis (Mees, 1969) — північний схід Мінданао;
- H. g. goodfellowi (Hartert, E, 1903) — центр і південь Мінданао;
- H. g. malindangensis (Mearns, 1909) — північний захід Мінданао.

## Поширення і екологія
Маскові окулярці є ендеміками острова Мінданао. Вони живуть в гірських тропічних лісах і на узліссях на висоті від 1250 до 2400 м над рівнем моря. Часто приєднуються до змішаних зграй птахів, до яких також входять канело, японські окулярники і чорноголові віялохвістки.